# ホーチミン市建築大学
ホーチミン市建築大学（ホーチミンしけんちくだいがく、ベトナム語: Đại học Kiến trúc Thành phố Hồ Chí Minh、英語: The University of Architecture of Ho Chi Minh City）は、ベトナムホーチミン市にある国立大学である。

## 沿革
- 1926年 ホーチミン市建築大学の前身校が設立
- 1995年 ホーチミン市国立大学に統合
- 2001年 ホーチミン市国立大学より分離

## 概要
ホーチミン市建築大学は、ベトナムにある３つの建築大学（他に、ハノイ、ダナン）の一つ。